# Böttö

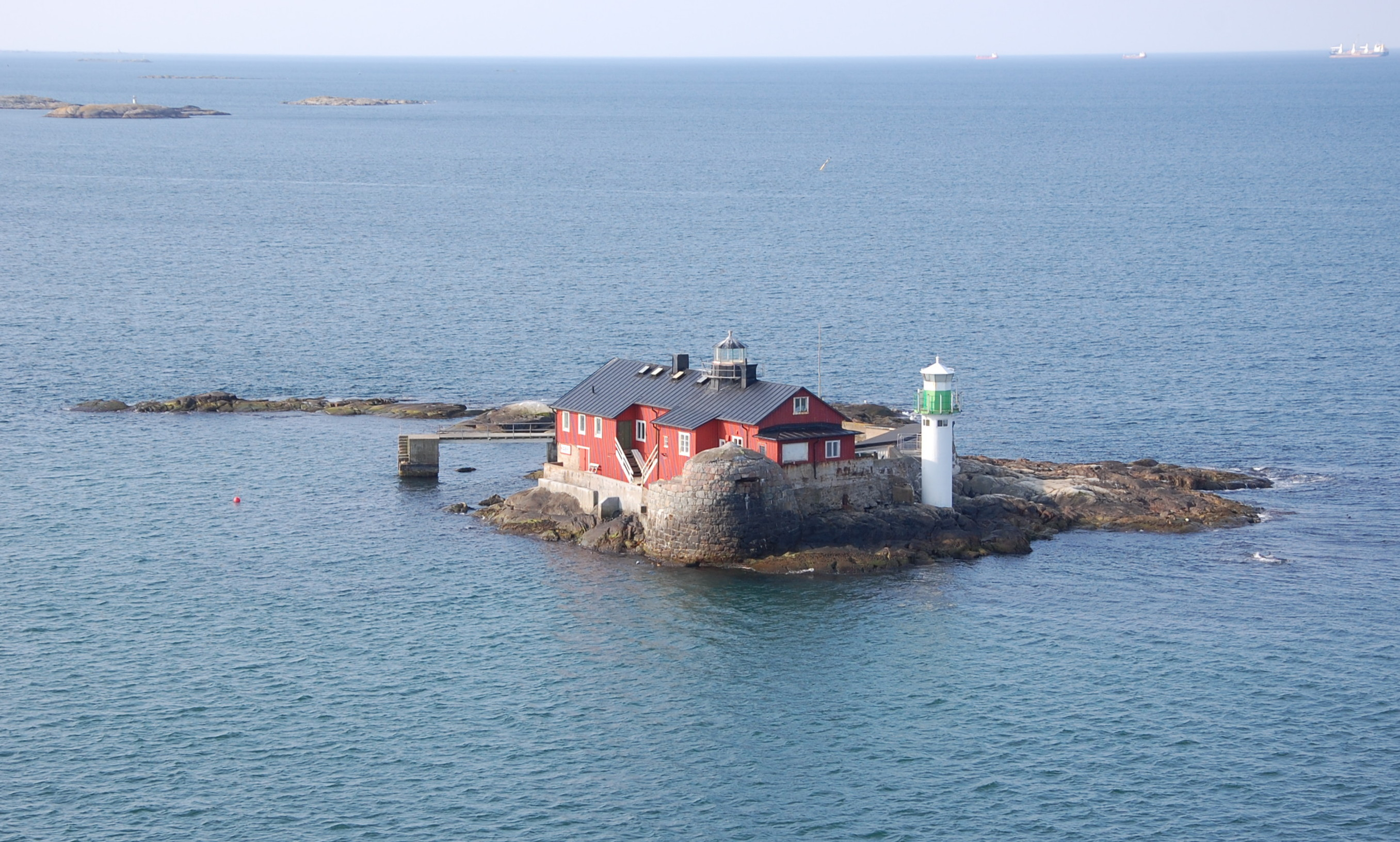
Böttö

Böttö ist eine zu Schweden gehörende Insel im Kattegat. Bekannt ist sie durch ihre Leuchttürme.
Böttö liegt nordwestlich vor Galterö im Göteborger Schärengarten, westlich von Göteborg in der Provinz Västra Götalands län, und gehört zur Gemeinde Göteborg. Die von einer Felsklippe gebildete Insel erstreckt sich in Nord-Süd-Richtung über etwa 100 Meter, in Ost-West-Richtung über ungefähr 40 Meter.
An der Nordseite der Insel befindet sich der Leuchtturm Böttö. Ein erstes Leuchtfeuer bestand auf der Insel bereits seit 1841. Heute stehen dort zwei Leuchtturmgebäude. An der Nordostseite befindet sich ein älteres Gebäude, auf das ein kleiner Leuchtturmaufsatz gesetzt ist. Die Ostseite des Hauses ist rot, die Westseite weiß gestrichen. Das Haus ist nicht mehr als Leuchtturm in Betrieb. Unmittelbar westlich des Hauses befindet sich der heute genutzte Leuchtturm. Er entstand im Jahr 1991 aus Beton und ist 10 Meter hoch. Das Leuchtfeuer befindet sich 13 Meter über dem Mittelwasser.
Nördlich von Böttö führen die Fährrouten Göteborg–Kiel und Göteborg–Frederikshavn vorbei.